# Ibrahim Isaac Sidrak

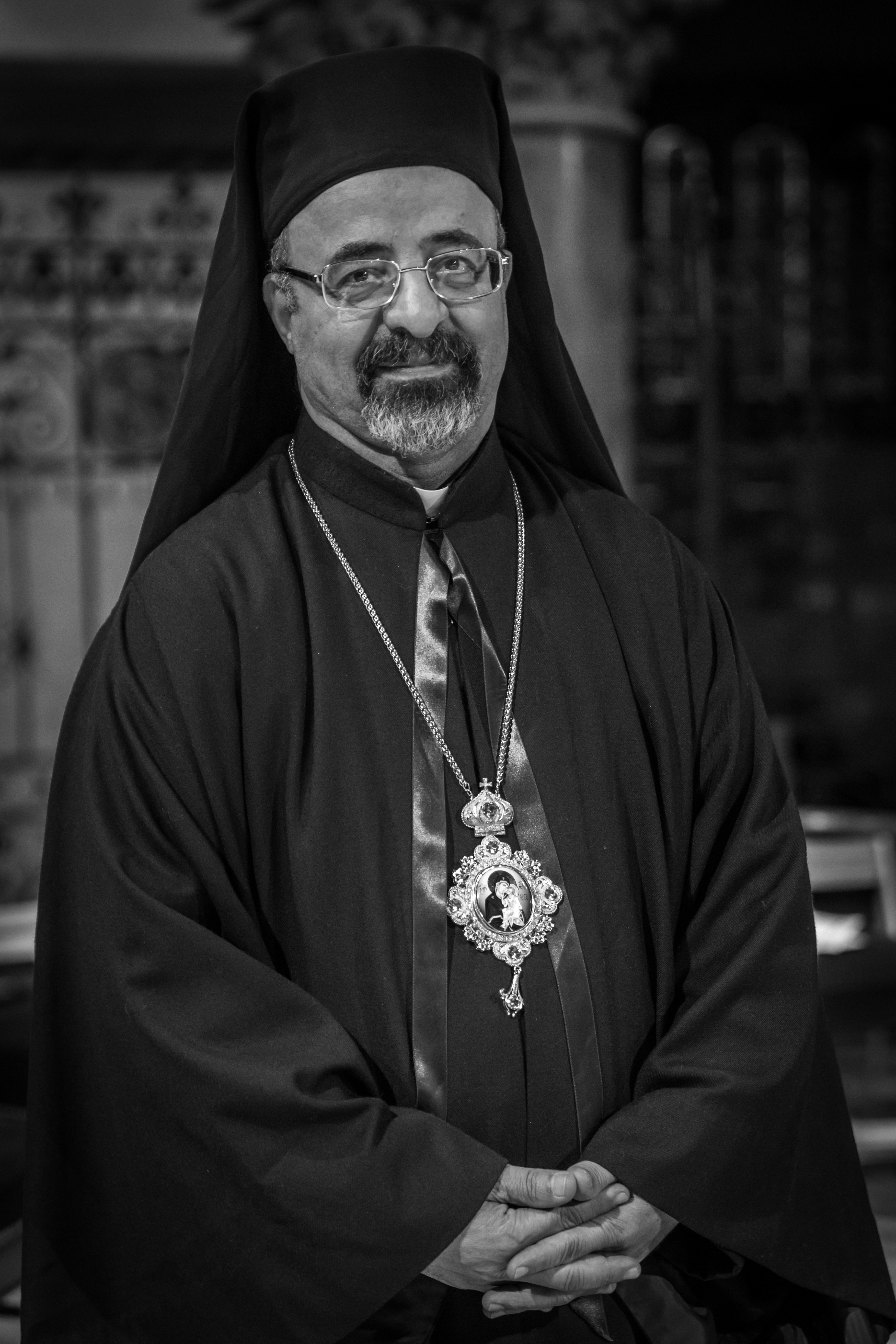
Der Koptisch-katholische Patriarch Ibrahim Isaac Sidrak im März 2014.

Ibrahim Isaac Sidrak (* 19. August 1955 in Beni-Cliker, Gouvernement Asyut) ist ein ägyptischer Geistlicher und Patriarch von Alexandrien der mit Rom unierten koptisch-katholischen Kirche.

## Leben
Ibrahim Isaac Sidrak empfing am 7. Februar 1980 das Sakrament der Priesterweihe.
Am 29. September 2002 wählte ihn die Bischofssynode der koptisch-katholischen Bischöfe zum Bischof von Minya. Papst Johannes Paul II. stimmte seiner Wahl zum Bischof von Minya am 5. Oktober 2002 zu. Der koptisch-katholische Patriarch von Alexandria, Stephanos II. Kardinal Ghattas CM, spendete ihm am 15. November desselben Jahres die Bischofsweihe; Mitkonsekratoren waren der emeritierte Bischof von Minya, Antonios Naguib, der Bischof von Sohag, Morkos Hakim OFM, der Kurienbischof im koptisch-katholischen Patriarchat von Alexandria, Youhanna Golta, der Weihbischof in Alexandria, Andraos Salama, der Bischof von Assiut, Kyrillos Kamal William Samaan OFM, der Bischof von Luxor, Youhannes Ezzat Zakaria Badir, und der Bischof von Ismayliah, Makarios Tewfik.
Am 15. Januar 2013 wurde Ibrahim Isaac Sidrak von der Synode der koptisch-katholischen Kirche in Kairo zum Koptisch-katholischen Patriarch von Alexandria gewählt. Zudem wurde er Bischof der Eparchie Alexandria. Am 18. Januar 2013 gewährte ihm Papst Benedikt XVI., wie im CCEO vorgesehen, in einem persönlichen Schreiben die kirchliche Gemeinschaft (communio). Am 12. März 2013 erfolgte seine Inthronisation in der Kathedrale von Kairo; historisch war dabei die Umarmung von Patriarch Ibrahim mit dem koptischen Papst Tawadros II.
Vom 7. Oktober bis zum 13. November 2020 war Ibrahim Isaac Sidrak zudem Administrator der vakanten Eparchie Minya.